# María Jesús Cloquells Tudurí
María Jesús Cloquells Tudurí (Mahón Baleares, 1967) es una escritora española con una obra publicada mayoritariamente para lector infantil y juvenil.

## Biografía
Se diplomó en Relaciones Laborales por la Universidad de las Islas Baleares y posteriormente se graduó en Relaciones Laborales y Recursos Humanos por la Universidad de Málaga. Es funcionaria de la Administración Educativa del Gobierno de las Islas Baleares. Es miembro de la Asociación de Escritores en Lengua Catalana y Centro Español de Derechos Reprográficos CEDRO y ha publicado diversos libros de relatos, cuentos infantiles y narrativa juvenil, principalmente en lengua catalana. Ha ganado diversos premios literarios y ha colaborado con entidades para la promoción y difusión de la literatura.

## Obras
- Dotze Històries d’aquell temps”, Coautora, (2002). Editorial Menorca i Obra Social Sa Nostra.
- El foner de Nura”, (2004). Ayuntamiento de Ciudadela de Menorca.
- La maledicció de la tomba del Faraó, (2005). Universidad de las Islas Baleares, Ayuntamiento de Alayor (Menorca) e Instituto Menorquín de Estudios.
- Coautora de “Recull de contes 2007”, (2007). Consorcio para el fomento de la lengua catalana y la proyección exterior de la cultura de las Islas Baleares (Gobierno de las Islas Baleares).
- La casa dels núvols”, (2009). Ayuntamiento de Es Mercadal (Menorca) y  la Obra Social La Caixa.
- El constructor de Talaiots. (2008). Consejo Insular de Menorca.[3]
- La estatuilla mágica. (2008). Consejo Insular de Menorca.
- La fulla de la tardor (2010). Amazon Kindle.
- La llegenda de la ciutat submergida (2020). Amazon Kindle
- Les increïbles aventures de Vicent Carloforte i el Capità Shouten (2024). Edicions Balèria.

### Otras publicaciones
- Cròniques Mitològiques (2002). Revista Diario Menorca, relato incluido en el Programa de Fiestas de la Virgen de Gracia de Mahón.
- La llegenda del vaixell anglès (2004)”. Relato incluido en la Edición Programa Fiestas San Clemente 2004.
- Les paraules màgiques (2008). Relato incluido en la Revista del "Centro de personas mayores". Departamento de acción social del Consejo Insular de Menorca.
- Els tres regals (2008). Relato incluido en el Programa de Navidad, fin de año y Reyes. Ayuntamiento de Mahón.
- Els nuvis de Santa Eulàlia (2009). Relato incluido en el Programa Fiestas de San Lorenzo, Alayor 2009.[4]
- El Cavaller caigut (2010), Relato incluido en la revista “Ultima Hora Menorca, edición especial Fiestas de Alaior 2010”.

## Premios
- 11r Premio de Narración corta Isla de Menorca (Finalista). 2002: Dotze històries d'aquell temps (L`última llegenda)
- 3a edición Premio Contarella de narrativa juvenil. Ayuntamiento de Ciudadela. 2004: El foner de Nura
- Premio de narración corta Sant Climent. (2004): La llegenda del vaixell anglès.
- VI Premio Josep Miquel Guàrdia de narrativa juvenil (2005): Una història de 3000 anys.
- I Premio de narrativa infantil de Mercadal y Fornells (2009); La casa dels núvols
- Premios Sant Llorenç (2009): Els nuvis de Santa Eulàlia.
- 1r Premio literario Joan Mascaró i Fornés, Vila de Santa Margalida (2024). Les increïbles aventures de Vicent Carloforte[5]
- VI Premio literatura infantil Benvingut Oliver (2025). El petit aviador[6]